# Violetkapbosnimf
De violetkapbosnimf (Thalurania glaucopis) is een vogel uit de familie Trochilidae (kolibries).

## Verspreiding en leefgebied
Deze soort komt voor van zuidoostelijk Brazilië tot oostelijk Paraguay, noordoostelijk Argentinië en noordelijk Uruguay.